# Плавание в ластах на Всемирных играх 2017
Плавание в ластах на Всемирных играх 2017 включало розыгрыш десяти комплектов медалей.

## Распределение наград
| Место | Страна           | Золото | Серебро | Бронза | Всего |
| ----- | ---------------- | ------ | ------- | ------ | ----- |
| 1     | Россия           | 8      | 1       | 3      | 12    |
| 2     | Венгрия          | 3      | 2       | 1      | 6     |
| 3     | Республика Корея | 1      | 3       | 2      | 6     |
| 4     | Китай            | 1      | 1       | 0      | 2     |
| 5     | Беларусь         | 1      | 0       | 1      | 2     |
| 6     | Германия         | 0      | 3       | 1      | 4     |
| 7     | Колумбия         | 0      | 2       | 0      | 2     |
| 8     | Чехия            | 0      | 1       | 1      | 2     |
| 8     | Италия           | 0      | 1       | 1      | 2     |
| 10    | Украина          | 0      | 0       | 4      | 4     |
| Всего | Всего            | 14     | 14      | 14     | 42    |

## Призёры

### Мужчины
| Дисциплина                  | Золото                                                                       | Серебро                                                                  | Бронза                                                                    |
| --------------------------- | ---------------------------------------------------------------------------- | ------------------------------------------------------------------------ | ------------------------------------------------------------------------- |
| 50 м, апнеа                 | Павел Кабанов                                                                | Маурисио Фернандес                                                       | Ли Дон Джин                                                               |
| 100 м в классических ластах | Андрей Арбузов                                                               | Якуб Яролим                                                              | Дмитрий Гаврилов                                                          |
| 200 м в классических ластах | Дмитрий Гаврилов                                                             | Дьердь Косина                                                            | Якуб Яролим                                                               |
| 100 м в ластах              | Дмитрий Журман                                                               | Макс Пошарт                                                              | Павел Кабанов                                                             |
| 200 м в ластах              | Дмитрий Журман                                                               | Макс Пошарт                                                              | Дмитрий Кокорев                                                           |
| 400 м в ластах              | Денес Канио                                                                  | Макс Лаушус                                                              | Давид Де Челье                                                            |
| Эстафета 4×100 м            | Павел Кабанов · Алексей Казанцев · Дмитрий Кокорев · Дмитрий Журман · Россия | Кевин Занарди · Андреа Нава · Стефано Фиджини · Чезаре Фумарола · Италия | Макс Лаушус · Макс Пошарт · Флориан Критцлер · Мальте Стриглер · Германия |

### Женщины
| Дисциплина                  | Золото                                                                                   | Серебро | Бронза                                                            |
| --------------------------- | ---------------------------------------------------------------------------------------- | --- | ----------------------------------------------------------------- |
| 50 м, апнеа                 | Ян Е Сол                                                                                 | Ким Га Ин | Екатерина Делова                                                  |
| 100 м в классических ластах | Петра Сенанска                                                                           | Чой Мин Джи | Кристина Варга                                                    |
| 200 м в классических ластах | Петра Сенанска                                                                           | Кристина Варга | Ирина Пикинер                                                     |
| 100 м в ластах              | Екатерина Михайлушкина                                                                   | Шу Чэнцин | Анна Бер                                                          |
| 200 м в ластах              | Валерия Барановская                                                                      | Екатерина Михайлушкина                                                                                                | Анастасия Антоняк                                                 |
| 400 м в ластах              | Сунь Итин                                                                                | Ким Бо Кюн | Анастасия Антоняк                                                 |
| Эстафета 4×100 м            | Валерия Барановская · Анна Бер · Александра Скурлатова · Екатерина Михайлушкина · Россия | Грейс Фернандес Кастильо · Вивиана Ретамозо Олая · Келли Химена Перес Рубио · Паула Алехандра Агуирра Хойя · Колумбия | Ян Е Сол · Ким Ен Кён · Ким Га Ин · Ким Бо Кюн · Республика Корея |